# 日本労働組合全国評議会
日本労働組合全国評議会（にほんろうどうくみあいぜんこくひょうぎかい）は、戦前に日本に存在した労働組合のナショナルセンター。略称は全評。戦前最後の合法左翼組合である。

## 沿革
満州事変（1931年(昭和6年)）後、労働組合運動は右翼化し労働左派を中心に不満の声が上がっていた。元労働者農民党党員で労働運動家の加藤勘十は、このような状況の中で労働右派の松岡駒吉らと対立し、階級闘争主義による統一を目指して1934年（昭和9年）11月18日に日本労働組合全国評議会を結成した。会員は6,600名を数え、委員長に加藤、書記長に田部井健次が就いた。
反ファッショ統一戦線の結成を目指し独自の活動をしたが、1937年（昭和12年）12月15日に起こった人民戦線事件により、日本無産党と共に治安警察法に基づいて結社禁止処分・解散となった。